# ジョン・ポラニー
ジョン・チャールズ・ポラニー（John Charles Polanyi, 1929年1月23日 - ）は、ハンガリー系ユダヤ人のカナダ化学者。カナダ勲章受勲者、カナダ女王枢密院委員、カナダ王立協会会員、王立協会会員（1971年）、Ph.D.、理学博士。

## 来歴
ハンガリー名は「ポラーニ・ヤーノシュ｣（Polányi János）。彼は、ユダヤ系ハンガリー人化学者のミハーイ・ポラーニ（マイケル・ポランニー）とドイツ系ユダヤ人のマグダ・エリザベト・ケミニー・ポラーニの息子としてベルリンで生まれた。伯父には経済学者のカーロイ・ポラーニ（カール・ポランニー）がいる。
ナチの台頭で危惧した一家は1933年にイングランドマンチェスターに移住し、ポラニーはマンチェスター初等中学校と、父が勤めていたマンチェスター大学で学び、1952年に博士号を取得した。1952年にカナダに移り、カナダ国立研究所で働いた後、1956年にはトロント大学に移った。1974年からは教授になり、同時にマシー大学のシニアフェローの職も務めた。
1992年7月1日からはカナダ女王枢密院の委員になり、1979年にカナダ勲章を受章し、パグウォッシュ会議にも参加した。
赤外線化学発光の技術が進歩するにつれ、反応速度論に関する知見が深まり、1986年には、ダドリー・ハーシュバック、李遠哲とともに、化学反応素過程の動力学的研究への貢献によりノーベル化学賞を授与されている。受賞に際してオンタリオ州政府は、毎年顕著な業績を挙げたオンタリオ在住の研究者を表彰する｢ジョン・チャールズ・ポラニー賞｣を創設した。この賞はノーベル賞と同じ分野に分かれ、2万ドルの賞金が支払われる。
2004年、彼は肖像画家のブレンダ・ベリーと結婚した。2005年、カナダ学術振興協会は、ユダヤ系カナダ人として、すばらしい研究者と技術者を表彰する｢ジョン・C・ポラニー賞｣を創設した。

## 受賞歴
- 1964年 センテナリー賞
- 1978年 レムセン賞
- 1982年 ウルフ賞化学部門
- 1986年 ノーベル化学賞
- 1989年 ロイヤル・メダル
- 1994年 ベーカリアン・メダル
- 2007年 ヘルツバーグメダル
- 2012年 ヘルムホルツ・メダル